# Naquichevão (gavar)
Naquichevão (em armênio: Նախճաւան; romaniz.: Naχčawan), Naxuana (em grego: Ναξουάνα; romaniz.: Naxouána) ou Apobatério (em latim: Apobaterium; em grego: Αποβατηριον, Apobatērion), segundo a Geografia de Ananias de Siracena (século VII), foi um gavar (cantão) da província da Vaspuracânia, no Reino da Armênia. A tradição popular derivou esse nome de Naχ-iǰe-wan, "local do primeiro descendente", pois supostamente foi o local onde Noé se estabeleceu depois a Arca chegou no monte Ararate. Com 1 220 quilômetros quadrados, estava centrado na cidade de Naquichevão, a leste do rio Araxes. É possível que fosse um dos distritos do principado de Mardepetacânia, o território ancestral do mardepetes e mais tarde um grande domínio em posse da dinastia arsácida. Com a eventual anexação de Mardepetacânia pelos arzerúnidas, tornar-se-ia um dos territórios dessa família. Com a futura queda do Império Sassânida e a expansão islâmica na região, Naquichevão deixou de ser um dos territórios da Vaspuracânia arzerúnida.